# Guipavas
Guipavas (bretonsko Gwipavaz) je naselje in občina v severozahodnem francoskem departmaju Finistère regije Bretanje. Naselje je leta 2008 imelo 13.771 prebivalcev.

## Geografija
Kraj leži v pokrajini Pays de Léon 8,5 km severovzhodno od središča Bresta. Na ozemlju občine se nahaja mednarodno civilno letališče Brest Bretagne.

## Uprava
Guipavas je sedež istoimenskega kantona, v katerega je poleg njegove vključena še občina Le Relecq-Kerhuon / ar Releg-Kerhuon s 23.450 prebivalci.
Kanton Guipavas je sestavni del okrožja Brest.

## Zanimivosti
- cerkev sv. Petra in Pavla,
- cerkev Notre-Dame-de-Reun s spomenikom mrtvim,
- kapela sv. Iva.

## Pobratena mesta
- Barsbüttel (Schleswig-Holstein, Nemčija),
- Callington /Kelliwik (Cornwall, Anglija, Združeno kraljestvo).